# ピーター・フランプトン
ピーター・フランプトン（Peter Frampton、1950年4月22日 - ）は、イングランド出身のロックミュージシャン、シンガーソングライター、ギタリスト。
同国のロックバンド「ザ・ハード」「ハンブル・パイ」を経て、ソロに転向し大きな成功を収める。50年以上のキャリアを誇り、ギターボーカル先駆者の一人として認知されている。

## 略歴
ロンドン出身。父オーウェン(1919〜2005)はブロムリー・テクニカル・ハイ・スクールの美術教師で、フランプトンも同校に進学し、オーウェンの生徒であった先輩デヴィッド・ボウイと親しくなってジャム・セッションに興じていた。
1966年、アイドル・バンドのザ・ハード（名前の由来は、群集や聴衆）に参加。身長170cmと小柄ではあるものの、繊細な顔立ちの美少年であるが故にティーンエイジャーの人気者となり、1968年には「1968年の顔」ともてはやされるようになる（スコット・ウォーカーがレコーディング・スタジオに訪れたり、彼とは風貌が似ていたこともあって、ヤング・スコットと呼ばれたこともあった）。しかし、アイドル扱いに嫌気がさしたフランプトンは、スモール・フェイセスのスティーヴ・マリオット達と密かにミーティングを重ね、1969年2月にシングル「サンシャイン・コテージ」が発売されるや否やザ・ハードを脱退、時を同じくしてグループを脱退したマリオット達と「ハンブル・パイ」を結成する運びとなる。
二枚看板なはずのハンブル・パイだったが、アルバム毎にブルージーでソウルフルなマリオット色が濃くなり、アコースティックなサウンドに惹かれ始めていたフランプトンは、徐々に居場所を失っていく。1972年に、ハンブル・パイを円満に脱退し、フランプトンズ・キャメルを結成する。
その傍ら、ギタリストとしてジョージ・ハリスンやニルソンのアルバムに参加して腕を磨く。
1974年から精力的に草の根全米ツアーを始め、地道にファンを増やしていく。1976年、この努力が実を結び、先の全米ツアーを収録した2枚組のライブ・アルバム『フランプトン・カムズ・アライヴ! (Frampton Comes Alive!)』がアメリカのBillboard 200で1位、全世界で1,000万枚を売り上げる驚異的な大ヒット作となる。「Show me the way」「君を求めて（Baby, I Love Your Way）」「Do You Feel Like We Do」の3作のシングルの大ヒットもあり、年間通してこのアルバムは莫大なセールスを記録した。この結果、ロック界ではライブ・アルバムがブームとなり、他のミュージシャン達もこぞってリリースした。
また、この作品の成功を機に、アメリカではアルバムのビッグセールス時代が始まったといわれる。
1977年にも「アイム・イン・ユー」などのヒットを放ち、ビージーズのギブ兄弟らと映画『サージェント・ペパーズ』（Sgt. Pepper's Lonely Hearts Club Band）にも出演した。
1978年10月に来日。
1970年代は稀に見る大成功を収めるも、若さ故に経済観念が乏しく、業界の大人達に巧妙な手段で操られ、レコード印税やコンサート収益など殆どを搾取され、僅かな身銭のみとなってしまう。
1980年代に入ってからはセールスには恵まれなかったものの、コンスタントに作品をリリースし続けていた。1986年には、アルバム『Premonition』からのシングル「Lying」がビルボードのメインストリーム・ロック・チャートで最高位4位を記録し、久々のヒットとなる。1987年には、デヴィッド・ボウイのアルバム『ネヴァー・レット・ミー・ダウン』にギタリストとして全面的に参加し、その後のツアー「グラス・スパイダー・ツアー」にもギタリストとして帯同している。1988年には、中森明菜のアルバム『Femme Fatale』に、ゲスト・ギタリストとして参加。また、これ以外にも、スティーヴィー・ニックスのツアーにもギタリストとして参加している。
1990年代には小さなクラブ周りを続ける傍ら、スティーヴ・マリオットと再会し、共同でアルバムを作る計画を立てるが、その最中の1991年にマリオットの事故死（自宅火災による焼死）によって頓挫。1994年、生前のマリオットと共作した曲「Out of the Blue」を含むアルバム『ピーター・フランプトン (Peter Frampton)』を発表する。

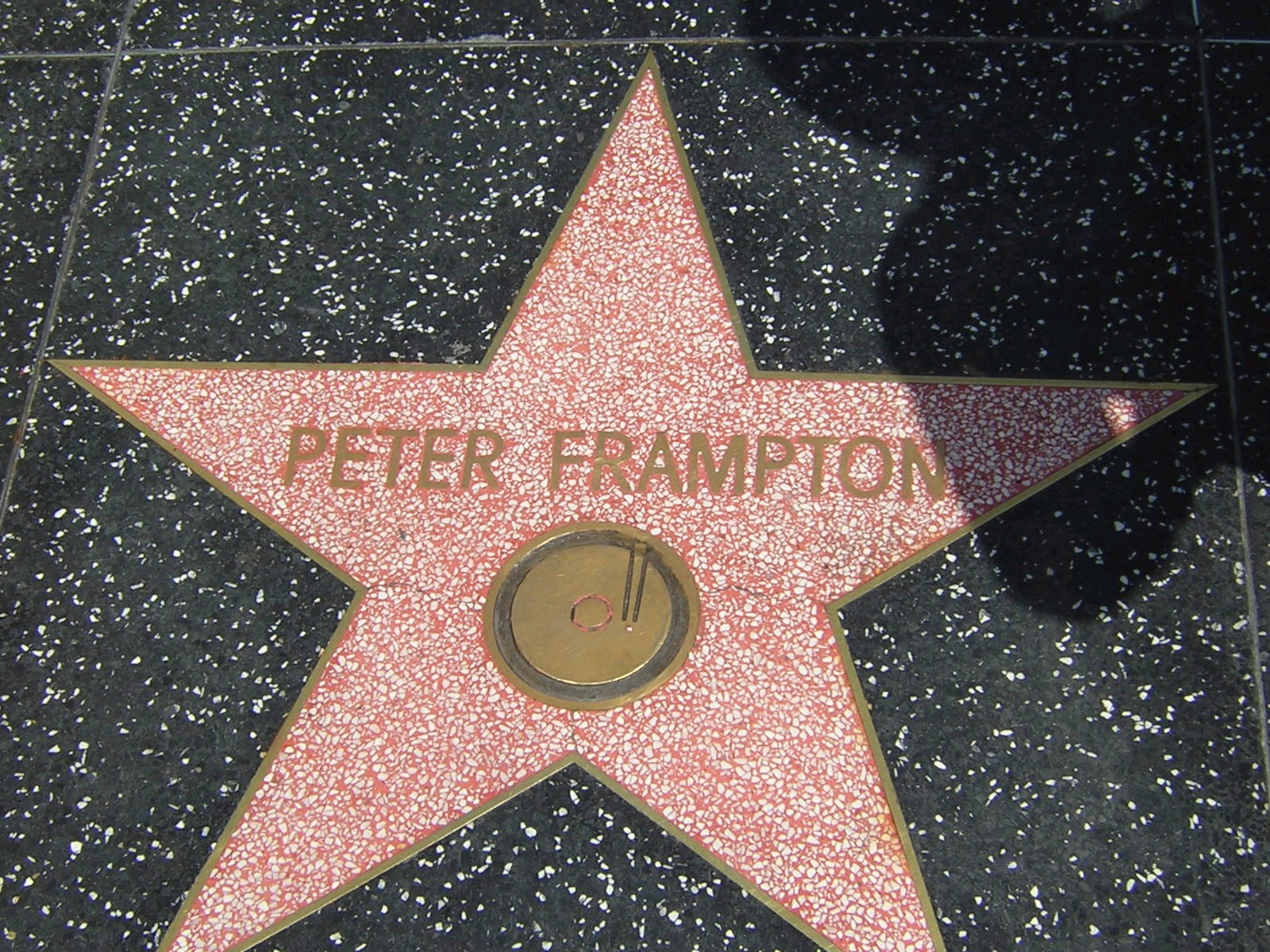
功績者に贈られる「ハリウッド名声の歩道」

1995年、『フランプトン・カムズ・アライヴ!』の続編に当たるライブ・アルバム『フランプトン・カムズ・アライヴII (Frampton Comes Alive II)』をリリース。この時期になると彼のギターは円熟味を増し、ギターレジェンドの一人に数えられるようになった。
2006年、多数のゲストを迎えてのインストゥルメンタル・アルバム『Fingerprints』を発表。フランプトンは同作で自身17年ぶりのBillboard 200入りを果たし、ラリー・カールトンらをおさえて、2007年の第49回グラミー賞で最優秀ポップ・インストゥルメンタル・アルバムに選出される。
2010年、4年ぶりのアルバム『サンキュー ミスター・チャーチル (Thank You Mr Churchill)』を発表。このアルバムには、北朝鮮拉致被害者の横田めぐみに捧げられた曲（「Asleep At The Wheel」と「Suite: Liberte の前半部分 Megumi」）が収められている。
2016年、活動50周年を迎え、アルバム『Acoustic Classics』を発表。
2019年2月23日、米CBS放送のモーニング・ショー『This Morning』に出演し、自身が筋肉に慢性的な炎症／変性が生じ、筋力が徐々に低下する難病の封入体筋炎の診断を受けていること、病気の進行に伴って今後ギタープレイへの影響が懸念されるため、同年夏のツアーが最後となる旨を発表した。同年6月7日、ブルースの楽曲を取り上げたカバー・アルバム『All Blues』を発表。
2019年12月、北米に続いて2020年5月からヨーロッパでもフェアウェルツアーを行うことを発表していたが、2020年4月、新型コロナウイルスの影響で全公演の中止が発表された。
2024年4月21日、米国・Rock & Roll Hall Of Fameより、『2024年度ロックの殿堂 パフォーマー部門』での殿堂入りが発表された。

## その他
- ブラック3ピックアップのレスポールを愛用し、彼の代名詞ともいわれた。ギブソン・カスタム・ショップから、ピーター・フランプトン・モデルのレスポールが、数量限定ながら発売された。
- 1989年に日本国内で発売された、ザ・ベンチャーズ結成30周年記念のビデオ『スーパーセッション』に出演している（映像自体は1984年の収録）。ピーターは、「アパッチ」と「パイプライン（クリス・スペディングとのジョイント）」の演奏でザ・ベンチャーズと共演。その他、インタビューで様々な音楽の影響を受けるきっかけがザ・ベンチャーズだったことを語っている。
- 1997年には米国ミシガン州Pine Knob Music Theatreで行われたリンゴ・スター・アンド・ヒズ・オールスター・バンドのコンサートにギターとボーカルで参加。
- トーキング・モジュレーターの使い手としても知られる。理想のエフェクターを実現するべく、自ら「Framptone(フランプトーン)」というブランドのメーカーを立ち上げ、発売している。なお、BBA時代にスティーヴィー・ワンダーのカバー曲「迷信」でトーキング・モジュレーターを駆使していたジェフ・ベックは、ピーターのヒット曲「Show me the way」を偶然ラジオで聴き、それ以来、トーキング・モジュレーターの使用をやめてしまったという。

## ディスコグラフィ

### ハンブル・パイ
- 『アズ・セイフ・アズ・イエスタデイ・イズ』 - As Safe as Yesterday Is (1969年)
- 『タウン・アンド・カントリー』 - Town and Country (1969年)
- 『大地と海の歌』 - Humble Pie (1970年)
- 『ロック・オン』 - Rock On (1971年)
- 『パフォーマンス〜ロッキン・ザ・フィルモア』 - Performance Rockin' the Fillmore (1971年)

### ソロ・アルバム

#### スタジオ・アルバム
- 『ウインド・オブ・チェンジ』 - Wind of Change (1972年)
- 『フランプトンズ・キャメル』 - Frampton's Camel (1973年)
- 『サムシンズ・ハプニング』 - Somethin's Happening (1974年)
- 『フランプトン』 - Frampton (1975年)
- 『アイム・イン・ユー』 - I'm in You (1977年)
- 『新しき旅立ち』 - Where I Should Be (1979年)
- 『ブレイキング・オール・ザ・ルールズ』 - Breaking All The Rules (1981年)
- 『アート・オブ・コントロール』 - The Art of Control (1982年)
- 『プリモニション』 - Premonition (1986年)
- When All the Pieces Fit (1989年)
- 『ピーター・フランプトン』 - Peter Frampton (1994年)
- 『ナウ』 - Now (2003年)
- Fingerprints (2006年)
- 『サンキュー ミスター・チャーチル』 - Thank You Mr. Churchill (2010年)
- Hummingbird in a Box: Songs for a Ballet (2014年)
- Acoustic Classics (2016年)
- All Blues (2019年)

#### ライブ・アルバム
- 『フランプトン・カムズ・アライヴ!』 - Frampton Comes Alive! (1976年)
- 『フランプトン・カムズ・アライヴII』 - Frampton Comes Alive! II (1995年)
- Live in Detroit (2000年)
- Live in San Francisco, March 24, 1975 (2004年)